# Matidia incurvata
Matidia incurvata is een spinnensoort in de taxonomische indeling van de struikzakspinnen (Clubionidae).
Het dier behoort tot het geslacht Matidia. De wetenschappelijke naam van de soort werd voor het eerst geldig gepubliceerd in 1934 door Eduard Reimoser.